# کلوسترهسلر
کلوسترهسلر (به آلمانی: Klosterhäseler) یک منطقهٔ مسکونی در آلمان است که در ان در پوستسترابی واقع شده‌است. کلوسترهسلر ۷۸۳ نفر جمعیت دارد.